# Календра
Календра (грч. Καλά Δένδρα, Кала Дендра) је насељено место у општини Сер у периферији Средишња Македонија, Грчка. Према попису из 2021. године било је 966 становника.
Према бугарском географу и историчару, Василу Канчову, у Календри је 1900. године живело 660 Словена хришћана. Током Другог балканског рата село је настрадало и већи део мештана је избегао, тако је после рата остао 221 житељ. Двадесетих година 20. века насељено је 166 грчких избегличких породица, укупно 667 особа. На попису из 1928. године Календра је мешовито грчко-словенско насеље са 981 становником.